# Championnat d'Asie de rugby à XV 2023
Navigation
Tournoi 2022 Tournoi 2024
Le championnat d'Asie de rugby à XV 2023 est la 34e édition du championnat d'Asie de rugby à XV, compétition annuelle de rugby à XV qui voit s'affronter les nations membres de Asia Rugby. Les pays participants sont répartis en trois divisions continentales et un système de promotions et de relégations existe entre les différentes divisions continentales. 

## Participants
| Top 3 - Hong Kong - Corée du Sud - Malaisie | Division 1 - Émirats arabes unis - Pakistan | Division 2 - Pakistan - Thaïlande |

| Division 3 Central - Kazakhstan - Kirghizistan - Mongolie - Ouzbékistan | Division 3 Ouest - Iran - Qatar | Division 3 Sud - Bangladesh - Inde - Népal |

## Top 3

### Classement
| Rang | Nation       | J | V | N | D | Bo | Bd | Pm  | Pe  | Diff | Pts |
| ---- | ------------ | - | - | - | - | -- | -- | --- | --- | ---- | --- |
| 1    | Hong Kong    | 2 | 2 | 0 | 0 | 2  | 0  | 118 | 19  | +99  | 10  |
| 2    | Corée du Sud | 2 | 1 | 0 | 1 | 1  | 0  | 37  | 33  | +4   | 5   |
| 3    | Malaisie     | 2 | 0 | 0 | 2 | 0  | 0  | 12  | 115 | -103 | 0   |

|  | Vainqueur du tournoi (no 1). |

### Résultats détaillés
| 3 juin 2023 14h00 | Malaisie | 3 - 27 | Corée du Sud |  |
| 3 juin 2023 14h00 | Rapport  |        |              |  |
| 3 juin 2023 14h00 |          |        |              |  |

| 10 juin 2023 17h00 | Hong Kong | 88 - 9 | Malaisie |  |
| 10 juin 2023 17h00 | Rapport   |        |          |  |
| 10 juin 2023 17h00 |           |        |          |  |

| 17 juin 2023 17h00 | Hong Kong | 30 - 10 | Corée du Sud |  |
| 17 juin 2023 17h00 | Rapport   |         |              |  |
| 17 juin 2023 17h00 |           |         |              |  |

## Division 1

### Classement
| Rang | Nations             | J | V | N | D | Bo | Bd | Pm  | Pe  | Diff | Pts |
| ---- | ------------------- | - | - | - | - | -- | -- | --- | --- | ---- | --- |
| 1    | Émirats arabes unis | 2 | 2 | 0 | 0 | 2  | 0  | 188 | 3   | +185 | 10  |
| 2    | Pakistan            | 2 | 0 | 0 | 2 | 0  | 0  | 3   | 188 | -185 | 0   |

|  | Vainqueur (no 1) |

### Résultats détaillés
| 4 juillet 2023 20h30 | Pakistan | 0 - 95 | Émirats arabes unis | Punjab Stadium, Lahore |
| 4 juillet 2023 20h30 | Rapport  |        |                     | Punjab Stadium, Lahore |
| 4 juillet 2023 20h30 |          |        |                     | Punjab Stadium, Lahore |

| 8 juillet 2023 19h30 | Pakistan | 3 - 93 | Émirats arabes unis | Punjab Stadium, Lahore |
| 8 juillet 2023 19h30 | Rapport  |        |                     | Punjab Stadium, Lahore |
| 8 juillet 2023 19h30 |          |        |                     | Punjab Stadium, Lahore |

## Division 2

### Classement
| Rang | Nation     | J | V | N | D | Bo | Bd | Pm | Pe | Diff | Pts |
| ---- | ---------- | - | - | - | - | -- | -- | -- | -- | ---- | --- |
| 1    | Qatar      | 2 | 2 | 0 | 0 | 0  | 0  | 67 | 17 | +50  | 8   |
| 2    | Kazakhstan | 2 | 1 | 0 | 1 | 0  | 0  | 39 | 57 | -18  | 4   |
| 3    | Inde       | 2 | 0 | 0 | 2 | 0  | 0  | 29 | 61 | -32  | 0   |

|  | Vainqueur du tournoi (no 1). |

### Résultats détaillés
| 30 avril 2023 19h00 | Qatar   | 32 - 7 | Inde |  |
| 30 avril 2023 19h00 | Rapport |        |      |  |
| 30 avril 2023 19h00 |         |        |      |  |

| 3 mai 2023 19h00 | Inde    | 22 - 29 | Kazakhstan |  |
| 3 mai 2023 19h00 | Rapport |         |            |  |
| 3 mai 2023 19h00 |         |         |            |  |

| 6 mai 2023 19h00 | Qatar   | 35 - 10 | Kazakhstan |  |
| 6 mai 2023 19h00 | Rapport |         |            |  |
| 6 mai 2023 19h00 |         |         |            |  |